# Monte Alegre de Goiás
| \| Monte Alegre de Goiás \| |
| Lage der Ortschaft in Goiás |
| Monte Alegre de Goiás       |

| Monte Alegre de Goiás |

Monte Alegre de Goiás ist eine brasilianische Gemeinde im Bundesstaat Goiás in der Mesoregion Nord-Goiás und in der Mikroregion Chapada dos Veadeiros. Sie liegt nördlich der brasilianischen Hauptstadt Brasília und nordöstlich von Goiânia, der Hauptstadt des Bundesstaates.
Zu Monte Alegre de Goiás gehören die Ortschaften: Araxá, Brejo, Porto Real.

## Geographische Lage
Monte Alegre de Goiás grenzt
- im Norden an die Mesoregion Oriental do Tocantins, TO
- im Nordosten an Campos Belos
- im Osten an Divinópolis de Goiás
- im Süden an Alto Paraíso de Goiás
- im Südosten an São Domingos
- im Südwesten an Nova Roma und Teresina de Goiás
- im Westen an Cavalcante

### Hydrographische Lage
Hydrographisch entwässert Monte Alegre de Goiás in das Rio Tocantins - Araguaia Becken nach Norden. Der größte Teil der Südostgrenze wird durch den Rio São Manso markiert, die Nordwestgrenze durch den Rio Bezerra und die Nordgrenze durch seinen rechten Zufluss, den Rio Montes Claros. Beide Flüsse münden als rechter Zufluss in den Rio Paranã, welcher die Westgrenze des Gemeindegebietes markiert.

## Klima und Vegetation
Das Klima ist typisch tropisch halbfeucht mit hohen Temperaturen im Sommer gegen die 30 °C mit einer Luftfeuchte um 60–70 % und starken Niederschlägen. Im Winter herrschen Trockenheit und Dürre mit einer Dauer von vier bis fünf Monaten. Die Vegetation ist charakterisiert durch das Cerrado-Ökosystem.

## Wirtschaft
| Monte Alegre de Goiás BIP Daten (2007) |        |
| Landwirtschaft:                        | 17.877 |
| Industrie:                             | 2.765  |
| Dienstleistung:                        | 18.491 |
| Subtotal:                              | 1.324  |
| Steuern:                               | 1.283  |
| PIB total:                             | 40.457 |
| Rang in GO:                            | 144    |
| Bevölkerung:                           | 7.155  |
| PIB pro Kopf (R$):                     | 5.654  |
| Rang in GO:                            | 206    |

Nebenstehende Tabelle zeigt das Bruttoinlandsprodukt (BIP) in jeweiligen Preisen für die drei Wirtschaftssektoren, PIB total und Rang von Monte Alegre de Goiás, Bevölkerung und BIP pro Kopf für 2007 (in Tausend R$).

## Söhne und Töchter der Stadt
- Douglas (* 1990), Fußballspieler